# Sekai no Owari no Encore
Sekai no Owari no Encore (世界の終わりの世界録?), es una serie de novelas ligeras escrita por Kei Sazane e ilustrada por Haruaki Fuyuno. La serie tiene una adaptación de manga por Ryū Usui.

## Argumento
El valioso tesoro, el "Encore" que fue dejado por el legendario Eleline "El Héroe Valiente", tiene la grabación del fin del mundo y la reencarnación del mundo. Los países y partidos de todo el mundo están buscando la ubicación de su paradero. Un chico llamado Ren que quiere convertirse en un Caballero Maestro no tiene talento para empuñar espadas a pesar de verse exactamente como Eleline, la gente se burla de él como llamándole "Falso Héroe Valiente". Se topa con la legendaria Princesa Dragón Kyelse, que se había despertado de su sello. Ella confundió a Ren con Eleline. Aunque ella se decepciona ya que él simplemente se parecía al héroe, más tarde descubre un potencial oculto en Ren. Y ella lo invita al viaje para encontrar el Encore junto con el Arcángel Fear y la Reina Demonio Elise quienes salvaron al mundo antes

## Personajes
Ren (レン?)
El protagonista, que simplemente parecía idéntico a Eleline el Héroe Valiente. Había estado viviendo un estilo de vida en el que se burlaban de él, siendo llamado el "Falso Héroe Valiente".
Kyelse (キリシェ Kirishe?)
La legendaria Princesa Dragón que salvó el mundo junto con Eleline. Ella se despertó después de 300 años de estar sellada y conoce a Ren, confundiéndole con el héroe.
Fear (フィア Fia?)
Ella era la excompañera de Eleline es una Arcángel y se decía que era la más fuerte en el Cielo. Estado observando a Ren mientras asistía a la academia.
Elise (エリーゼ Erīze?)
La anterior Reina Demonio que salvó al mundo junto con Eleline. Ella reencarnó y ahora tiene la apariencia de una niña de diez años.

## Medios de comunicación

### Novela Ligera
La novela ligera comenzó publicándose el 1 de julio de 2014, por MF Bunko J. Concluyó el 11 de agosto de 2017, 10 volúmenes bunkoban han sido publicados.
| N.º | Fecha de lanzamiento     | ISBN                |
| --- | ------------------------ | ------------------- |
| 1   | 24 de julio de 2014      | ISBN 978-4040669229 |
| 2   | 23 de octubre de 2014    | ISBN 978-4040671253 |
| 3   | 24 de febrero de 2015    | ISBN 978-4040674049 |
| 4   | 25 de junio de 2015      | ISBN 978-4040676913 |
| 5   | 23 de octubre de 2015    | ISBN 978-4040679426 |
| 6   | 25 de febrero de 2016    | ISBN 978-4040681139 |
| 7   | 25 de junio de 2016      | ISBN 978-4040683423 |
| 8   | 23 de septiembre de 2016 | ISBN 978-4040686332 |
| 9   | 25 de enero de 2017      | ISBN 978-4040690124 |
| 10  | 25 de mayo de 2017       | ISBN 978-4040692371 |

### Manga
| N.º | Fecha de lanzamiento     | ISBN                |
| --- | ------------------------ | ------------------- |
| 1   | 23 de marzo de 2016      | ISBN 978-4040682246 |
| 2   | 23 de septiembre de 2016 | ISBN 978-4040685466 |
| 3   | 23 de junio de 2017      | ISBN 978-4040690486 |
| 4   | 23 de marzo de 2018      | ISBN 978-4040695798 |
| 5   | 21 de diciembre de 2018  | ISBN 978-4040654064 |
| 6   | 22 de noviembre de 2019  | ISBN 978-4040642422 |